# جائزة بلجيكا الكبرى 1982
جائزة بلجيكا الكبرى 1982 هو سباق فورمولا 1 أقيم بتاريخ 9 مايو 1982 في ليمبورغ. كان الخامس من أصل 16 في بطولة العالم لسباقات الفورمولا واحد موسم 1982.

## وصلات خارجية
- الموقع الرسمي